# Manuel Ferraz de Campos Sales
Manuel Ferraz de Campos Sales (ur. 15 lutego 1841 w Campinas, zm. 28 czerwca 1913 w Santos) – brazylijski polityk, od 1873 działacz partii Partia Republikańskiej São Paulo (wcześniej był członkiem Partii Liberalnej), prawnik, właściciel ziemski.
W latach 1885–1889 był członkiem Izby Deputowanych. Od 1889 do 1891 zajmował stanowisko ministra sprawiedliwości. Dwukrotnie pełnił mandat senatora (1891–1896, 1909–1912). W latach 1896–1897 sprawował funkcję prezydenta stanu São Paulo. Od 1898 do 1902 pełnił urząd prezydenta Brazylii. Był również ministrem pełnomocnym Brazylii w Argentynie (1912).